# Michael Baur
Pour les articles homonymes, voir Baur.
Michael Baur est un footballeur autrichien né le 16 avril 1969 à Innsbruck, qui évoluait au poste de milieu défensif au FC Tirol Innsbruck et en équipe d'Autriche.
Baur a marqué cinq buts lors de ses quarante sélections avec l'équipe d'Autriche entre 1990 et 2002.

## Carrière
- 1989-1992 : FC Swarowski Tirol  Autriche
- 1992-1993 : FC Wacker Innsbruck  Autriche
- 1993-1996 :  FC Tirol Innsbruck  Autriche
- 1997 : Urawa Red Diamonds  Japon
- 1997-2002 :  FC Tirol Innsbruck  Autriche
- 2002-2003 : Hambourg SV  Allemagne
- 2003-2007 : SV Pasching  Autriche
- 2007-2009 : LASK Linz  Autriche

## Palmarès

### En équipe nationale
- 40 sélections et 5 but avec l'équipe d'Autriche entre 1990 et 2002.

### Avec le FC Swarowski Tirol
- Vainqueur du Championnat d'Autriche de football en 1990.

### Avec le Wacker innsbruck
- Vainqueur de la Coupe d'Autriche de football en 1993.

### Avec le FC Tirol Innsbruck
- Vainqueur du Championnat d'Autriche de football en 2000, 2001 et 2002.